# Dexter Boney
Dexter Lyndell Boney (Wilmington, 27 aprile 1970) è un ex cestista statunitense, professionista nella NBA, in Europa, Asia e Sudamerica.

## Palmarès
- Campione USBL (1996)
- CBA MVP (1997)
- All-CBA First Team (1997)
- CBA All-Star Game MVP (1997)